# 前田誠二
前田誠二（日语：／ Maeda Seiji，1993年7月1日—），日本男性聲優、歌手、舞台演員。Argonavis成員之一。大阪府出身。響所屬。

## 經歷
2017年10月，經響該年度的新人聲優發掘計劃三重考核後獲選入社。2018年5月開始，在武士道公司相關的電視動畫片出道。同年7月29日，在BanG Dream!跨媒體企劃下與森嶋秀太、日向大輔等成立的「Argonavis」舉行首次公演。

## 出演作品
粗體字為主要角色

### 電視動畫
2018年
- 卡片鬥爭!! 先導者（稻永／稻永一郎[2][8]、遠方、前田老師、FF構成員A、FF構成員B、FF構成員、場内アナウンス、玛尔加尔、波恩加尔、引导的贤者 杰诺恩、拘捕者 左、星状之狼）
- 未來卡片 神戰鬥夥伴（槍折角龍、加持兼定、不良[9]）
- 來自繽紛世界的明日（山吹將[2][10]）
- 哥布林殺手（新手戰士[2]）

2019年
- 星光頻道 第2期（工作人員[2]）
- MIX（部員）
- 卡片鬥爭!! 先導者 續高校篇（稻永一郎、部员A、店员、后辈、避难所甲虫、银狼、龙骑士 尼海连、泪骑士 提奥、波恩加尔、黑锁之進撃 凯海丁）
- TRY KNIGHTS（寶立友未[11]）
- 卡片鬥爭!! 先導者 新右衛門篇（橘达也）

2020年
- ARGONAVIS from BanG Dream! ANIMATION（的場航海[12]、動作演員）
- 卡片鬥爭!! 先導者 -if-（橘达也、稻永一郎、发酵的根绝者 加伊安）

2021年
- 卡片鬥爭!! 先導者 overDress（隊友）

2022年
- 與變成了異世界美少女的大叔一起冒險（杰森、部長們、反叛軍）
- 終末的後宮（高松）
- 黑之召喚士（神埼刀哉）
- 組長女兒與保姆
- 點滿農民相關技能後，不知為何就變強了。（騎士）

2023年
- 最強陰陽師的異世界轉生記（男考生1）
- 不知內情的轉學生不管三七二十一纏了上來。（田中勝則）
- 【我推的孩子】（鳴嶋愛溶）
- 想當冒險者前往都市的女兒成為S級（班茲）
- 哥布林殺手II（新手戰士）
- 位於戀愛光譜極端的我們（修也）
- 卡片戰鬥！！先導者 will+Dress（塞繆爾·弗雷德遜）
- 勇者赫魯庫（阿克森）

2024年
- 狼與辛香料 MERCHANT MEETS THE WISE WOLF（年輕人）
- 【我推的孩子】 第2期（鳴嶋愛溶[13]）
- 單人房、日照一般、附天使。（祭典的人A）
- 地下城中的人（探索者）
- 嘆氣的亡靈想隱退（基爾伯特·布修[14]）
- 最狂輔助職業【話術士】世界最強戰團聽我號令（沃爾夫[15]）
- 再見龍生，你好人生（士兵）

2025年
- 結緣甘神神社（田徑部顧問）
- 黑岩目高不把我的可愛放在眼裡（男子學生B）
- 鄉下大叔成為劍聖～只是區區鄉下劍術師傅，成大器的弟子們卻不肯放過我～（教會騎士）
- 轉生成貓咪的大叔（鴿子）
- 持續狩獵史萊姆三百年，不知不覺就練到LV MAX ～其二～（魔族E、四天王C、魔族衛兵B）
- 戀上換裝娃娃 Season 2（菊池光）

### 遊戲
2018年
- 九州三國志[16][17]

2025年
・神魔之塔 (妖精王 ‧ 奧伯隆)

### 語音漫畫
2021年
- 姬之崎櫻子今天也可憐惹人愛（三森夏樹）

### 活動
2018年
- Reading Party Vol.2[2]

### 團體
- ARGONAVIS from BanG Dream!（貝斯手：的場航海）[2][19]

## 外部連結
- 響官方個人資料（日語）
- 前田誠二的X（前Twitter）（日語）